# Colobocrossa cylindrodes
Colobocrossa cylindrodes är en fjärilsart som beskrevs av Edward Meyrick 1924. Colobocrossa cylindrodes ingår i släktet Colobocrossa och familjen äkta malar. Inga underarter finns listade i Catalogue of Life.